# 二十二碳四烯酸
二十二碳四烯酸，分子式C22H36O2，是一类多不饱和脂肪酸（PUFA），简写22:4，常见的有：
- 7,10,13,16-二十二碳四烯酸，混合CAS号：2091-25-0 
  - 腎上腺酸，7Z,10Z,13Z,16Z-二十二碳四烯酸，CAS号：28874-58-0
- 10,13,16,19-二十二碳四烯酸，混合CAS号：26730-49-4 
  - 莱恩酸，10Z,13Z,16Z,19Z-二十二碳四烯酸